# Doncos
Doncos (llamada oficialmente Santiago de Doncos) es una parroquia y una aldea española del municipio de Los Nogales, en la provincia de Lugo, Galicia. En su territorio, en lo alto de una colina, se ubica la torre de Doncos, posible remanente de un castillo medieval que vigilaba el paso natural de El Bierzo a Galicia.

## Organización territorial
La parroquia está formada por 6 entidades de población:
- Doncos
- Espariz
- Fontes (As Fontes)
- Robledo
- Sebrás
- Vilarín

## Demografía

### Parroquia
| Gráfica de evolución demográfica de Doncos (parroquia) entre 2000 y 2020 |
|                                                                          |
| Datos según el nomenclátor publicado por el INE.                         |

### Aldea
| Gráfica de evolución demográfica de Doncos (aldea) entre 2000 y 2020 |
|                                                                      |
| Datos según el nomenclátor publicado por el INE.                     |